# Liste der Monuments historiques in Champcueil
Die Liste der Monuments historiques in Champcueil führt die Monuments historiques in der französischen Gemeinde Champcueil auf.

## Liste der Bauwerke
| Bezeichnung       | Beschreibung | Standort | Kennzeichnung | Schutzstatus | Datum | Bild           |
| ----------------- | ------------ | -------- | ------------- | ------------ | ----- | -------------- |
| Kirche Notre-Dame |              | (Lage)   | PA00087856    | Classé       | 1986  | weitere Bilder |

## Liste der Objekte

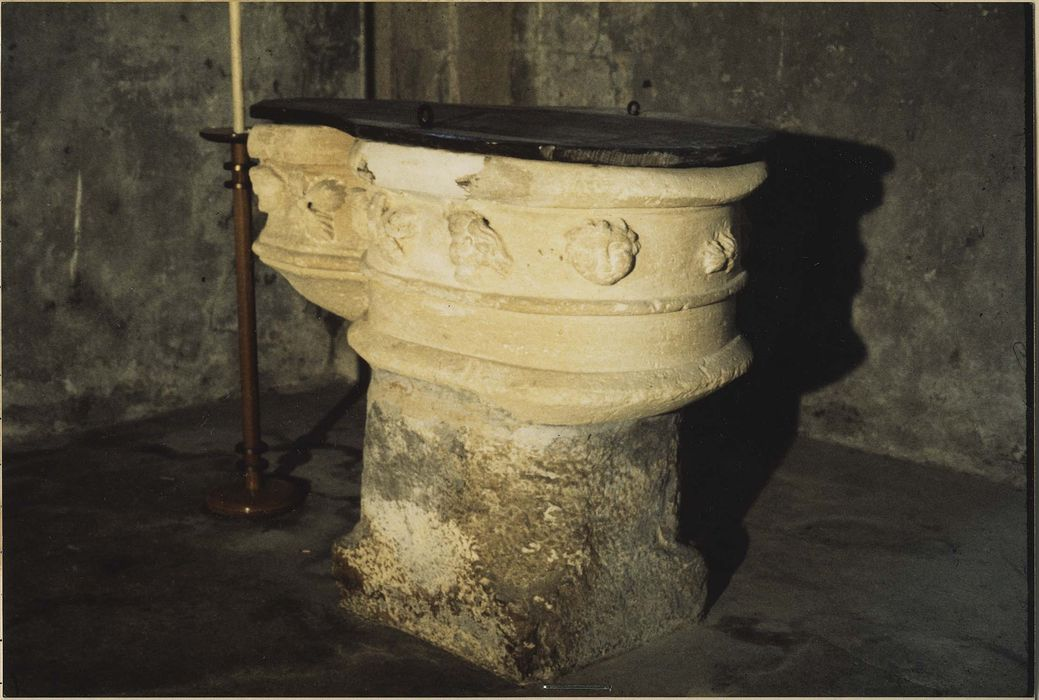
Taufbecken in der Kirche Notre-Dame (15. Jahrhundert)

- Monuments historiques (Objekte) in Champcueil der Base Palissy des französischen Kultusministeriums